# قلمرو سادووارا
قلمرو سادووارا انگلیسی: 佐土原藩, Sadowara-han، یک قلمرو فئودالی بود (هان (ژاپن)) تحت حکومت شوگون‌سالاری توکوگاوا در دوره ادو ژاپن، در منطقه کنونی استان میازاکی مرکزی بود.